# André Voigt
André „Dré“ Voigt (* 1973 in Wolfsburg) ist ein deutscher Sportjournalist mit Fachgebiet Basketball. Er ist Herausgeber des Podcasts Got Nexxt, der eigener Angabe nach der meistgehörte Basketball-Podcast Deutschlands ist, und war Chefredakteur der im September 2021 eingestellten Fachzeitschrift Five.

## Karriere

### Sportlicher Werdegang
Die Eltern des aus Wolfsburg stammenden Voigt arbeiteten bei Volkswagen. Er spielte Fußball, kam über eine Schul-AG zum Basketball und spielte ab dem Alter von 15 Jahren in der Basketballabteilung des VfL Wolfsburg. Als Jugendlicher weilte er ein Jahr in den Vereinigten Staaten und spielte dort in der Saison 1990/91 Basketball in der Schulmannschaft der Jumpertown High School in Booneville (Bundesstaat Mississippi). Im Herrenbereich spielte Voigt mit Wolfsburg in der Landesliga. 1993 wechselte er zum MTV Wolfenbüttel. Nach dem Abitur 1993 durchlief er bei Volkswagen eine Ausbildung zum Industriekaufmann (bis 1997), auf sportlicher Ebene gehörte der 1,97 Meter große Voigt bis 1997 dem Aufgebot des MTV Wolfenbüttel in der 2. Basketball-Bundesliga an. Ab 1997 studierte er an der Deutschen Sporthochschule Köln, spielte in dieser Zeit Basketball bei der SG Sechtem in der 1. Regionalliga sowie hernach für die zweite Mannschaft des Bundesligisten Köln 99ers. Als Basketballtrainer war Voigt bereits in den 1990er Jahren in Wolfsburg in der Nachwuchsarbeit tätig, später trainierte er die Herrenmannschaften der Vereine TuS Königsdorf, Hürther BC und MTV Köln.

### Journalistischer Werdegang
2000 und 2001 arbeitete er in London in leitender Stellung für die Basketballzeitschrift XXL Basketball, in Deutschland war er ab 2001 verantwortlicher Redakteur bei der Zeitschrift Basket. Er war Anfang der 2000er Jahre ebenfalls Beitragsschreiber beim Fachportal eurobasket.com. 2003 war er zusammen mit Marc Propach, Jan Hieronimi und Sven Simon Gründer der Basketballzeitschrift Five und wurde Chefredakteur des Blatts, das sich hauptsächlich mit dem Geschehen in der NBA befasste und im September 2021 eingestellt wurde. Voigt veröffentlichte auch Berichte über Basketball in anderen Medien, darunter für das Onlineangebot des Spiegels und im deutschsprachigen Internetauftritt der NBA.
2011 und 2015 wurde Voigt mit dem vom Deutschen Basketball-Bund ausgeschriebenen Manfred-Ströher-Medienpreis ausgezeichnet. Gemeinsam mit Jan Hieronimi veröffentlichte Voigt 2011 beziehungsweise 2015 in zwei Bänden das Werk Planet Basketball, in denen unterschiedliche Ereignisse, Entwicklungen und Persönlichkeiten des Basketballsports beschrieben werden.
Zusätzlich zu seiner Tätigkeit bei der Zeitschrift Five wurde Voigt als Kommentator tätig: Für das vereinseigene Wölferadio des VfL Wolfsburg begleitet er Fußball-Bundesliga-Spiele, 2016 stieß er zum Kommentatorenstab des Internetsenders DAZN und wurde fortan bei NBA-Übertragungen eingesetzt. Daneben betätigt sich Voigt als Gastgeber des von ihm herausgegebenen Podcasts Got Nexxt sowie als Moderator von Open Court, dem Basketball-Podcast des FC Bayern München.
Im März 2019 wurde Voigt als Zuschauer eines Länderspiels der deutschen Fußballnationalmannschaft in der Wolfsburger Volkswagen Arena Zeuge von rassistischen Beleidigungen auf der Tribüne und prangerte diese öffentlich an, woraufhin er Morddrohungen erhielt. Er nahm zu dem Vorfall im Stadion unter anderem im Aktuellen Sportstudio des ZDF Stellung.

## Publikationen
- André Voigt, Jan Hieronimi: Planet Basketball. 4. Auflage. Basketballnerds, Hamburg 2012, ISBN 978-3-00-033319-4, S. 509.
- André Voigt, Jan Hieronimi: Planet Basketball 2. 1. Auflage. Basketballnerds, Hamburg 2015, ISBN 978-3-00-048815-3, S. 504.
- André Voigt: Love this Game. 1. Auflage. Edel Sports, Hamburg 2022, ISBN 978-3-9858802-8-7, S. 235.